# طيف (علوم فيزيائية)

رسم يوضح الطَّيْف الكهرومغناطيسي

في العلوم الفيزيائية، دخل مُصْطَلَح الطيف (بالإنجليزية: Spectrum) لأول مرة في علم البصريات على يد إسحق نيوتن في القرن السابع عشر، حيث كان يشير إلى الألوان المرصودة عندما يَتَشَتَّت الضوء الأبيض حينما يمر في المنشور. وبعدها بقليل استُخْدِم المصطلح للإشارة إلى المخطط البياني الذي يصور قِيَم شِدَّة أو قُدْرَة الضوء مع تَغَيُّر تردد الموجة أو طولها.
وتوسع استخدام المصطلح لاحقًا ليشمل أنواعًا أخرى من الموجات، مثل موجات الصوت وموجات البحر التي أمكن قياسها باستخدام اقتران يَكُون التردد فيه هو المتغير المستقل. كما توسع استخدامها ليشمل "الإشارات" الأكثر تَجَرُّدًا التي تمتلك طاقة يمكن تحليلها ومعالجتها. وينطبق المصطلح اليوم على أي إشارة يمكن قياسها أو تفكيكها بناءًا على متغير مُتَّصِل مثل الطاقة في مِطْيافية الإلكترون أو نسبة الكتلة إلى الشُّحْنَة في مطيافية الكتلة. ويُشِير الطيف أيضًا إلى التمثيل البياني لِقِيَم إشارة معينة بناءًا على متغير مستقل ما.

## الطيف المُتَّصِل والمُنْفَصِل

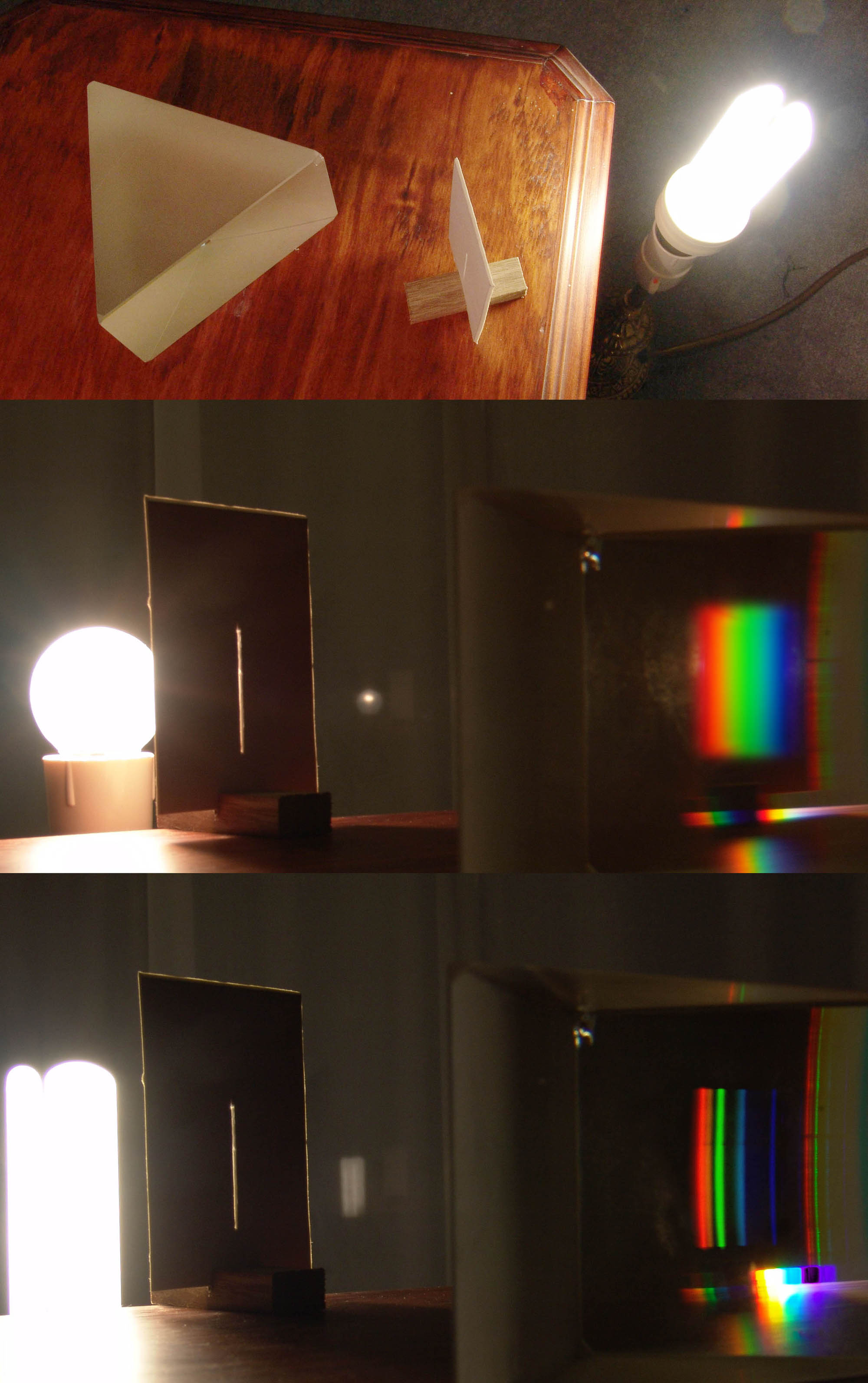
الطيف المتصل لضوء مصباح متوهج (الوسط)، والخطوط المتقطعة للطَّيف المنفصل الخاص بالمصباح الفلوري (الأسفل)

في العلوم الفيزيائية، تُطْلَق تسمية الطيف المُتَّصِل على طيف الكميات الفيزيائية (مثل الطاقة) إذا امتلكت قِيَمًا غير صِفْرِيَّة على جميع القيم المُعَرَّفَة للمتغير المُسْتَقِل، أما إذا امتلكت قيمًا غير صفرية عند مجموعة مُتَقَطِّعَة من قيم المتغير المستقل مع وجود فَجَوَات بين الخطوط الطيفية أو أَشْرِطَتِهَا فيسمى الطيف عندها بالطيف المُنْفَصِل أو المُتَقَطِّع.